# Gimnàstica als Jocs Asiàtics de 2018
La competició de gimnàstica dels Jocs Asiàtics de 2018 es va celebrar al Saló Internacional D2 de l'Expo de Jakarta, Indonèsia, del 20 al 30 d'agost de 2018.

## Calendari
| Q | Qualificació | F | Final |

| Esdeveniment ↓ / Data →    | Dl. 20   | Dt. 21   | Dc. 22   | Dj. 23   | Dv. 24   | Ds. 25   | Dg. 26   | Dl. 27   | Dt. 28   | Dc. 29   | Dj. 30   | Dj. 30   |
| Artístic                   | Artístic | Artístic | Artístic | Artístic | Artístic | Artístic | Artístic | Artístic | Artístic | Artístic | Artístic | Artístic |
| -------------------------- | -------- | -------- | -------- | -------- | -------- | -------- | -------- | -------- | -------- | -------- | -------- | -------- |
| Equips masculí             | Q        |          | F        |          |          |          |          |          |          |          |          |          |
| Individual general masculí | F        |          |          |          |          |          |          |          |          |          |          |          |
| Terra masculí              | Q        |          |          | F        |          |          |          |          |          |          |          |          |
| Cavall amb arcs masculí    | Q        |          |          | F        |          |          |          |          |          |          |          |          |
| Anelles masculí            | Q        |          |          | F        |          |          |          |          |          |          |          |          |
| Salt masculí               | Q        |          |          |          | F        |          |          |          |          |          |          |          |
| Barres paral·leles masculí | Q        |          |          |          | F        |          |          |          |          |          |          |          |
| Barra horitzontal masculí  | Q        |          |          |          | F        |          |          |          |          |          |          |          |
| Equip femení               |          | Q        | F        |          |          |          |          |          |          |          |          |          |
| Individual general femení  |          | F        |          |          |          |          |          |          |          |          |          |          |
| Salt femení                |          | Q        |          | F        |          |          |          |          |          |          |          |          |
| Barres asimètriques femení |          | Q        |          | F        |          |          |          |          |          |          |          |          |
| Barra d'equilibri femení   |          | Q        |          |          | F        |          |          |          |          |          |          |          |
| Terra femení               |          | Q        |          |          | F        |          |          |          |          |          |          |          |
| Rítmica                    |          |          |          |          |          |          |          |          |          |          |          |          |
| Equip femení               |          |          |          |          |          |          |          | F        |          |          |          |          |
| Individual general femení  |          |          |          |          |          |          |          | Q        | F        |          |          |          |
| Trampolí                   |          |          |          |          |          |          |          |          |          |          |          |          |
| Individual masculí         |          |          |          |          |          |          |          |          |          |          | Q        | F        |
| Individual femení          |          |          |          |          |          |          |          |          |          |          | Q        | F        |

## Medallistes

### Artístic masculí
| Event                      | Or                                                                 | Plata                                                                             | Bronze                                                                     |
| Equip                      | · Deng Shudi · Lin Chaopan · Sun Wei · Xiao Ruoteng · Zou Jingyuan | · Kenta Chiba · Tomomasa Hasegawa · Fuya Maeno · Shogo Nonomura · Kakeru Tanigawa | · Kim Han-sol · Lee Hyeok-jung · Lee Jae-seong · Lee Jun-ho · Park Min-soo |
| Concurs complet individual | Lin Chaopan                                                        | Shogo Nonomura                                                                    | Xiao Ruoteng                                                               |
| Terra                      | Kim Han-sol                                                        | Tang Chia-hung                                                                    | Lin Chaopan                                                                |
| Cavall amb arcs            | Lee Chih-kai                                                       | Zou Jingyuan                                                                      | Sun Wei                                                                    |
| Anelles                    | Deng Shudi                                                         | Shogo Nonomura                                                                    | Chen Chih-yu                                                               |
| Salt                       | Shek Wai Hung                                                      | Kim Han-sol                                                                       | Agus Adi Prayoko                                                           |
| Barres paral·leles         | Zou Jingyuan                                                       | Xiao Ruoteng                                                                      | Kenta Chiba                                                                |
| Barra horitzontal          | Tang Chia-hung                                                     | Sun Wei                                                                           | Xiao Ruoteng                                                               |

### Artístic femení
| Event                      | Or                                                            | Plata                                                                      | Bronze                                                                           |
| Equip                      | · Chen Yile · Liu Jinru · Liu Tingting · Luo Huan · Zhang Jin | · Jon Jang-mi · Jong Un-gyong · Kim Su-jong · Kim Won-yong · Pyon Rye-yong | · Soyoka Hanawa · Shiho Nakaji · Yumika Nakamura · Yuki Uchiyama · Yurika Yumoto |
| Concurs complet individual | Chen Yile                                                     | Luo Huan                                                                   | Kim Su-jong                                                                      |
| Salt                       | Yeo Seo-jeong                                                 | Oksana Chusovitina                                                         | Pyon Rye-yong                                                                    |
| Barres asimètriques        | Liu Tingting                                                  | Luo Huan                                                                   | Jon Jang-mi                                                                      |
| Barra d'equilibri          | Chen Yile                                                     | Kim Su-jong                                                                | Zhang Jin                                                                        |
| Terra                      | Kim Su-jong                                                   | Rifda Irfanaluthfi                                                         | Shiho Nakaji                                                                     |

### Rítmica
| Event                      | Or                                                          | Plata                                                                           | Bronze                                                  |
| Equip                      | · Dayana Abdirbekova · Alina Adilkhanova · Adilya Tlekenova | · Asal Ikramova · Dildora Rakhmatova · Sabina Tashkenbaeva · Nurinisso Usmanova | · Kim Chae-woon · Kim Joo-won · Lim Se-eun · Seo Go-eun |
| Concurs complet individual | Alina Adilkhanova                                           | Sabina Tashkenbaeva                                                             | Zhao Yating                                             |

### Trampolí
| Event             | Or           | Plata       | Bronze           |
| Indiviual masculí | Dong Dong    | Gao Lei     | Pirmammad Aliyev |
| Indiviual femení  | Liu Lingling | Hikaru Mori | Zhu Shouli       |

## Nacions participants
Un total de 191 atletes de 25 nacions van competir en gimnàstica als Jocs Asiàtics de 2018:
| - Cambodja 1 - R.P. de la Xina 18 - Xina Taipei 10 - Hong Kong 5 - Índia 10 - Indonèsia 14 - Iran 4 - Japó 18 - Kazakhstan 12 - Kirguizstan 3 - Líban 1 - Malàisia 11 - Mongòlia 2 | - Corea del Nord 15 - Pakistan 1 - Filipines 7 - Qatar 4 - Aràbia Saudita 2 - Singapur 3 - Corea del Sud 14 - Sri Lanka 1 - Síria 1 - Tailàndia 11 - Uzbekistan 14 - Vietnam 9 |